# Rømø
Rømø (en alemán: Röm, en frisón septentrional: Rem) es la más meridional de las islas Frisias Septentrionales habitadas que hay en Dinamarca. Está situada entre Sylt y Mandø. Tiene una superficie de 130 km² y viven menos de mil personas. Administrativamente pertenece al municipio de Skærbæk.
Un dique de 9 km une la isla con Jutlandia en tierra firme. Hay también transbordadores hasta Havneby, pueblo de la isla. Como las otras islas frisias, Rømø ha cambiado de dimensiones a través de la historia.
Durante mucho tiempo, la pesca fue la principal fuente de ingresos de la isla. Con el tiempo el comercio ha ganado importancia, aunque hoy en día la isla vive esencialmente del turismo. Así, actualmente dispone de museos, monumentos y un parque de atracciones, además de las playas.